# Peter Albach
Peter Albach (* 26. Juli 1956 in Sömmerda) ist ein deutscher Politiker (parteilos, bis 2019 CDU, davor DA) und Künstler. Von 2005 bis 2009 war er Mitglied des Deutschen Bundestages.

## Leben und Beruf
Nach dem Abitur 1975 an der Erweiterten Oberschule (EOS) „Ernst Schneller“ in Sömmerda leistete Albach seinen Wehrdienst im Medizinischen Dienst der Nationalen Volksarmee ab und arbeitete anschließend ab 1978 als Sachbearbeiter im Büromaschinenwerk Sömmerda. Von 1978 bis 1984 absolvierte Albach ein Fernstudium der Rechtswissenschaft, das er als Diplom-Jurist beendete. Danach war Albach als Justiziar zunächst im Möbelwerk Weißensee und ab 1986 in der LPG Kindelbrück tätig.
Peter Albach ist seit 1976 verheiratet und hat zwei Kinder.

## Politik
Im Dezember 1989 zählte Albach zu den Gründungsmitgliedern des Demokratischen Aufbruchs in Leipzig, gehörte dem Landesvorstand des DA Thüringen an und war Mitglied des Politisch Beratenden Ausschusses zur Bildung des Landes Thüringen. Im Oktober 1990 trat er in die CDU ein.
Albach war von Mai 1990 bis Juni 2015 Bürgermeister der Stadt Weißensee in Thüringen. Er war Erster Vorsitzender des Trinkwasserzweckverbandes Thüringer Becken und Stellvertretender Vorsitzender des Fernwasserzweckverbandes Nord / Ost bis zu seiner Wahl in den Deutschen Bundestag 2005. Von 2004 bis 2009 gehörte Albach dem Kreistag des Landkreises Sömmerda an.
Bei der Bundestagswahl 2005 erreichte er als Direktkandidat der CDU im Wahlkreis Kyffhäuserkreis – Sömmerda – Weimarer Land I 30,9 % der Erststimmen und zog als direkt gewählter Abgeordneter in den Deutschen Bundestag ein. Zur Bundestagswahl 2009 trat er nicht mehr an.
2019 trat Albach aus der CDU aus.

## Sonstiges
1995 erschien im Burgverlag zu Weißensee sein Buch „Formulahara“.
Seit 1999 gehört Peter Albach durch die Veröffentlichung „Vom Wahnsinn im Alltag“ in der Zeitschrift Das Magazin (Heft 10/1999) dem Kreis der Zeitzeichner an.
Im Dezember 2007 zeigte die Thüringer Landesvertretung in Berlin eine Ausstellung von Albachs Werken, die dieser als Zeichner schuf.

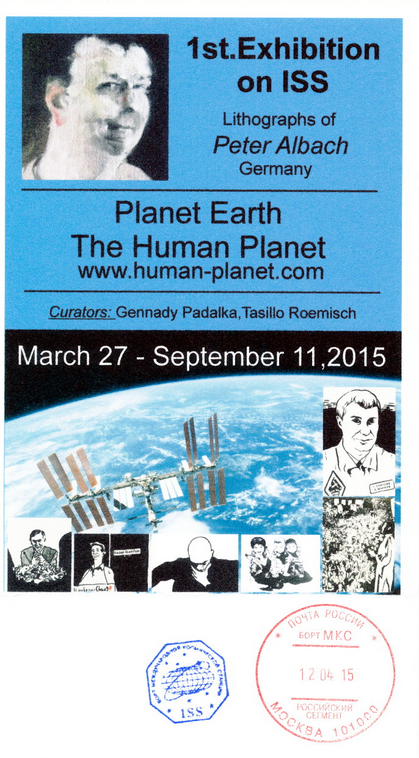
Ausstellungsflyer zur Ausstellung mit Grafiken von Peter Albach auf der ISS 2015 mit Bordstempel

- Erste Kunstausstellung „Der Menschenplanet“ vom 27. März bis 12. September 2015 an Bord der Internationalen Raumstation ISS. Gezeigt wurden Lithografien von Peter Albach, u. a. sein Ausstellungsflyer zur Ausstellung mit Grafiken von Peter Albach auf der ISS 2015 mit BordstempelErinnerungsdruck an Reinhard Lakomy.[2]
- Eingeladener Künstler zur Storydrive Asia 29. Mai bis 1. Juni 2016, Peking (China National Convention Center)[3]

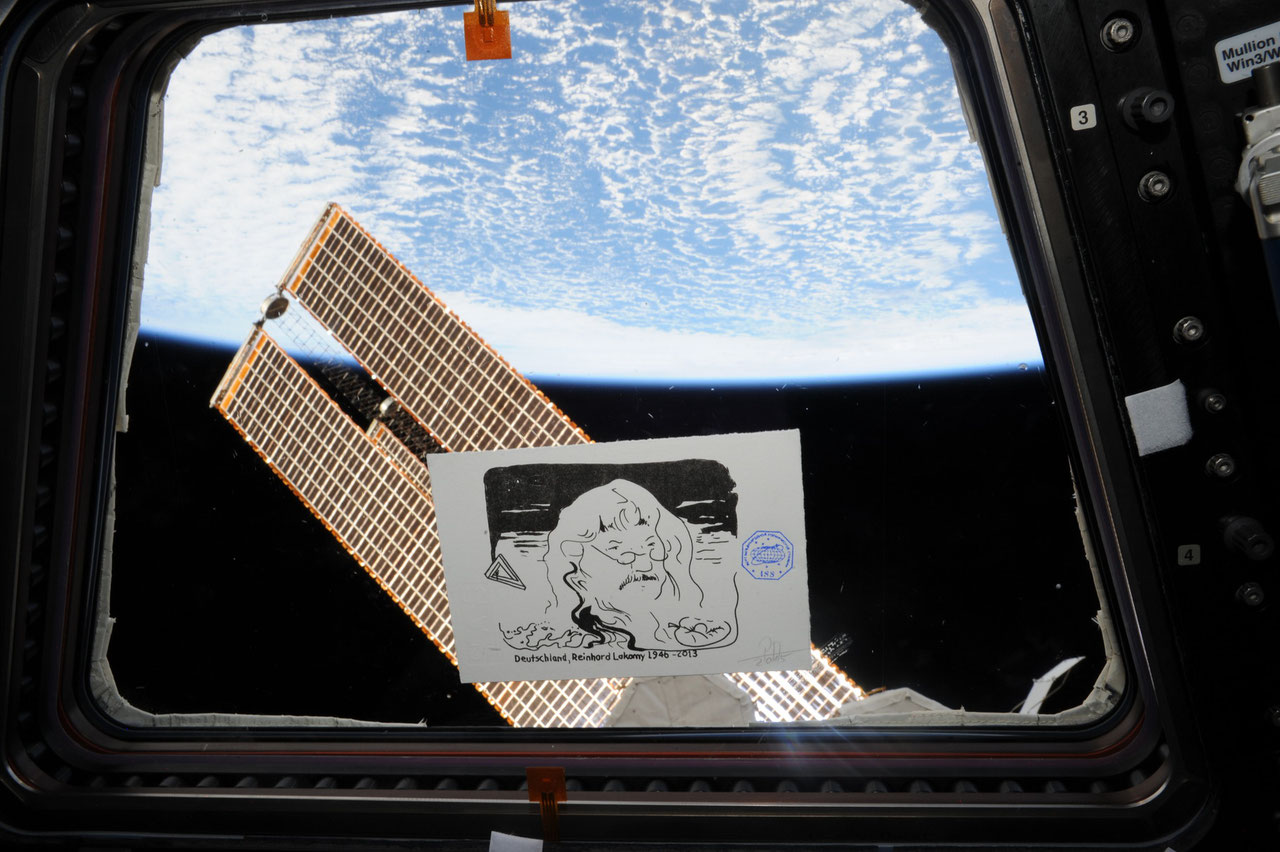
Erste Ausstellung auf der ISS 2015 -Der Menschenplanet-Grafik von Peter Albach

Seit seinem Rückzug aus der Bundespolitik widmete er sich verstärkt der Malerei und Grafik. Nach dem Rücktritt als Bürgermeister der Stadt Weißensee widmet sich Peter Albach vollends der Malerei. 2019 veröffentlichte er bei Books on Demand (BOD) das Buch „Jenseits der Nischen: Die Geschichte von Rainer und Cleo“, 2023 veröffentlichte er bei BOD ein Buch über das Voynich-Manuskript mit dem Titel „Das Voynich-Manuskript – Der verlorene Blick“.